# Anja Fantapié
 (septembre 2011).
Si vous disposez d'ouvrages ou d'articles de référence ou si vous connaissez des sites web de qualité traitant du thème abordé ici, merci de compléter l'article en donnant les références utiles à sa vérifiabilité et en les liant à la section « Notes et références ».
Anja Fantapié (née Kosonen le 12 juin 1941 à Turku et morte le 3 janvier 2011 à Château-Thierry) est une enseignante, et poétesse franco-finlandaise,.

## Biographie
Née à Turku d'une famille d'origine carélienne qui s'installe en 1945 à Helsinki, elle fait partie des enfants de la guerre qui ont été envoyés à l'âge de trois ans en Suède. De cette enfance entre deux langues, le finnois d'abord perdu et remplacé par le suédois puis retrouvé à son retour un an plus tard, naîtra un intérêt particulier pour les langues et en particulier pour le finnois dont elle deviendra une spécialiste reconnue.
Après des études littéraires puis de musicologie, après une jeunesse qui lui permet des échanges avec des camarades de classe qui feront plus tard partie du monde culturel et artistique de Finlande dont le poète Pentti Saarikoski[pas clair]. 
Elle épouse le compositeur Erkki Salmenhaara en 1960. En 1961, elle devient la secrétaire de l'écrivain Jarno Pennanen. Son livre de poèmes Kaupunki kääntyy, écrit à vingt ans, est bien accueilli.
En 1978, elle quitte la Finlande pour la France et en 1980 elle épouse le chef d'orchestre et compositeur Henri-Claude Fantapié. 
Pendant plus de vingt ans, elle est organisatrice de rencontres, de lectures poétiques, de concerts et colloques à Paris. Par ses articles, par l'accueil qu'elle réserve chez elle à de jeunes créateurs et interprètes, elle devient un relais entre artistes et créateurs finlandais et la France. 
Elle laisse plusieurs recueils poétiques inédits, dont une sélection parue en 2012 dans une édition bilingue finnois-français.
Les écrivains Satu Koskimies et Pekka Tarkka évoquent dans plusieurs de leurs ouvrages sa jeunesse à Helsinki, et Tarmo Kunnas, sa vie à Paris.

## Activités en Finlande
- 1961-1962 : Secrétaire de l'écrivain Jarno Pennanen
- 1973-1978 : Secrétaire générale de l'Union des Conservatoires de Finlande

### Critique littéraire
- 1960-1962 à Ylioppilaslehti
- 1968-1969 à Länsi-Savo
- 1969-1973 à Helsingin Sanomat
- 1971-1973 : Secrétaire de rédaction de Musiikki

## Activités en France
- 1980-2006 : Répétitrice puis assistante de finnois à l'INALCO (Institut National des Langues Orientales) à Paris (langue et civilisation)
- 1987-1998 : Télé3-Paris III, enseignement à distance
- 2002-2008 : Secrétaire de l'Association Internationale Armas Launis.

## Publications
- 1961 : Kaupunki kääntyy (recueil de poèmes - Éditions WSOY)
- 1971 : Harrastajaopistista konservatorioksi (Histoire du Conservatoire de Helsinki à l'occasion de son 50e anniversaire)
- 1975 : Suomen sinfoniaorkesterit - Symphony Orchestras of Finland
- 1976 : Itkuvirsien musiikillisesta hahmotuksesta (Essai sur la musique des Lamentations finno-caréliennes. Ed. Kansanmusiikki-instituutti)
- 1983 : La musique finlandaise (Histoire de la musique finlandaise, avec Henri-Claude Fantapié. Ed. Boréales)
- 1995 : Impivaara suomalaisen todellisuuden peilinä (Essai sur la réalité finlandaise à l'époque d'Aleksis Kivi. Université de Turku, Institut de finnois et de linguistique)
- 1997 : La musique finlandaise (nouvelle édition, avec Henri-Claude Fantapié. Boréales 70-73)
- 2001 : Maîtrise de la main et de l’œil - essai pour un portrait d'Asta Niemistö, une amie peintre. Boréales 82-85
- 2001 : Nuori Salmenhaara (Le jeune Erkki Salmenhaara, in Muualla, täällä, Festschrift for Erkki Salmenhaara of his 60th birthday. Ed. Atena Kustannus)
- 2012 : Minä olin se katse - J'étais ce regard Anthologie de poèmes 1979-2011 en version bilingue française et finnoise. Version française de Jean-Luc Moreau, sous la direction de Satu Koskimies, dessins d'Asta Niemistö. Editions Kesuura OY 2012

## Traductions

### en finnois
- traductions en finnois (de l'anglais, du suédois, de l'allemand et du français)
- événements culturels en France (Helsingin Sanomat, Aamulehti, Keskisuomalainen, Rondo, Classica, Musiikki, Pieni Musiikkilehti, Radio finlandaise, Iso Musiikitietosanakirja,
- Biographies de Beethoven, Liszt, Tchaïkovski et Vivaldi (Éditions Kirjayhtymä)
- Poésie : Blaise Cendrars (Runous)

### en français
- Boréales, Cahiers Simone Weil, Revue d'études Finno-Ougriennes, Opéra National de Finlande, Centre d'Information de la Musique finlandaise, Finlandia rec., Ondine, EMI
- traductions en français (du finnois, de l'anglais, du suédois et de l'allemand)
- rédaction d'une méthode d'exercices structuraux de finnois (Paris III - INALCO)

## Responsabilités
- depuis 1978 : membre du comité de rédaction de Boréales
- depuis 1999 : membre du comité de rédaction des Études finno-ougriennes

## Musique
- Erkki Salmenhaara : 3 mélodies sur des poèmes d'Anja Kosonen
- Henri-Claude Fantapié : Contes et comptines-Satuja ja hokemia, suite pour soprano, mezzo, chœur d'enfants, cordes et percussions sur des poèmes de Jean-Luc Moreau traduits par Anja Fantapié (1997)
- Henri-Claude Fantapié : Comme un jardin bleu d'amour(2011)